# Louise Kerling
Louise Catharina Petronella Kerling (Den Haag, 19 juli 1900 - Baarn, 24 augustus 1985) was een Nederlands bioloog, gespecialiseerd in plantenziekten. Zij was buitengewoon hoogleraar in de fytopathologie en directrice van het Phytopathologisch Laboratorium Willie Commelin Scholten in Baarn. Zij was in die functie de opvolgster van Johanna Westerdijk, de eerste vrouwelijke hoogleraar in Nederland.

## Biografie
In 1919 begon Kerling, na een opleiding aan de eerste Hogereburgerschool (HBS) voor meisjes in Den Haag, in Leiden aan een studie plantkunde, met als bijvak fytopathologie. In 1922 kreeg zij een aanstelling als studentenassistent. Tijdens de vakanties werkte Kerling elders door, onder andere aan de Plantenziektekundige Dienst (PD) in Wageningen. Ze ontmoette daar Van Poeteren, Schoevers en Dina Spierenburg. Na haar doctoraalexamen in 1925 dreigde werkeloosheid. Ze kon nog enige tijd doorwerken als assistent, maar haar enige optie was een baan als rattenverzorgster bij de genoemde Plantenziektekundige Dienst. Door bemiddeling van hoogleraar plantkunde Eildert Reinders kreeg ze in november 1926 een baan als assistent bij de afdeling botanie van de Landbouwhogeschool in Wageningen (thans Wageningen University & Research). Hier vergrootte zij haar kennis van de anatomie en morfologie van planten.
Reinders suggereerde haar te promoveren en aan Johanna Westerdijk een promotie-onderwerp te vragen. Op advies van Westerdijk begon ze aan onderzoek van de anatomische structuur van bladvlekken. In 1928 promoveerde zij in Utrecht bij Westerdijk op het proefschrift De anatomische bouw van bladvlekken, over de schimmel Cercospora zonata, de veroorzaker van bladvlekkenziekte bij de tuinboon.
Daarna vertrok ze naar het toenmalige Nederlands-Indië. Daar was ze van 1929-1935 lerares aan de Gouvernements Algemene Middelbare School in Djokjakarta  (Java), hoewel ze liever had willen werken bij het ministerie van landbouw of bij een onderzoeksinstelling. 
Na verblijf van een jaar in Nederland keerde ze terug naar Nederlands-Indië om lerares te worden bij de HBS in Medan (1936-1939). In 1942 werd die school gesloten op bevel van de Japanse bezetters. Zij kreeg daar via de phytopatholoog Theng Hiang Thung, hoofd van de mycologische onderafdeling van het Instituut voor Plantenziekten in Buitenzorg, werk bij het Algemeen Proefstation voor de Landbouw. In 1943 werd zij geïnterneerd in een Jappenkamp. Zij zat in het kamp Halmaheira in Semarang, waar ze werkte aan het moraal van de medegedetineerden door lessen en lezingen te geven. Ook deed ze enig onderzoek naar dysenterie. Ze raakte verzwakt en na de bevrijding moest ze enige maanden herstellen in een ziekenhuis.
In 1945 reisde Kerling naar Australië om verder op te knappen. Ze deed in Adelaide als gast onderzoek naar plantenziekten bij het Waite Agricultural Research Institute. In 1946 kreeg zij aanbiedingen voor functies in Australië, Indonesië en Nederland en kwam zij naar Nederland terug. Zij begon als wetenschappelijk onderzoeker in Wageningen bij Hendrik Marius Quanjer, bij het instituut mycologie en aardappelonderzoek. Ze deed daar gedurende zes jaar onderzoek naar virussen. Tevens gaf zij daar praktisch onderwijs aan gevorderde studenten.
In 1952 was Kerling wetenschappelijk onderzoekster aan het laboratorium voor fytopathologie te Wageningen. Op 1 november 1952 werd ze benoemd tot opvolger van Johanna Westerdijk aan zowel de Universiteit Utrecht als de Universiteit van Amsterdam en als directrice van de Stichting Willy Commelin Scholten (WCS) te Baarn. Haar oratie hield zij op 26 januari 1953, met als titel De phytopathologie, wetenschap van het dynamisch evenwicht. Zij deed onder andere onderzoek naar de iepenziekte.
Het WCS was gegroeid en er was groot gebrek aan ruimte. Onder leiding van Kerling werd besloten een deel van het stichtingskapitaal te gebruiken voor uitbreiding. Onder andere werd er een viruskas gebouwd. Als gevolg daarvan had het instituut drie afdelingen, mycologie, bacteriologie en virologie. Kerling blies ook een eerdere uitgave van het instituut nieuw leven in, het Mededelingenblad van het Phytopathologisch laboratorium Willy Commelin Scholten. Eind jaren 50 kreeg het laboratorium financiële problemen en werd het personeel deels betaald door de Universiteit van Amsterdam, en later ook door de Vrije Universiteit Amsterdam.

## Onderzoek
Kerling was altijd geïnteresseerd in de dynamiek in levende fenomen, en ook in virusziekten. Een jaar na haar promotie publiceerde zij over pseudo-netnecrosis en "kringerigheid" van de aardappel. De oorzaak daarvan was toen nog onbekend, maar men vermoedde dat het een virus zou kunnen zijn. Later werd bekend dat de ziekte inderdaad door een virus wordt veroorzaakt, die wordt overgebracht via de bodem door nematoden. Haar verdienste was dat ze concludeerde dat de respons van een plant op een schimmel of op een virus gezien door een microscoop gelijk kon zijn, hoewel er macroscopisch grote verschillen zijn.
Tijdens haar periode in de tropen publiceerde ze vrijwel niet, omdat ze bezig was met lesgeven. Ze publiceerde alleen met het oog op haar onderwijs, over genetica, morfologie en fysiologie van planten, en ook over menselijke voeding.
In samenwerking met Thung deed ze onderzoek naar de kroepoekziekte van tabak, waarbij de bladeren omkrulden. Ze concludeerde dat er twee virussen de oorzaak van de ziekte konden zijn. Ze maakte voor de publicatie ook zorgvuldige tekeningen.

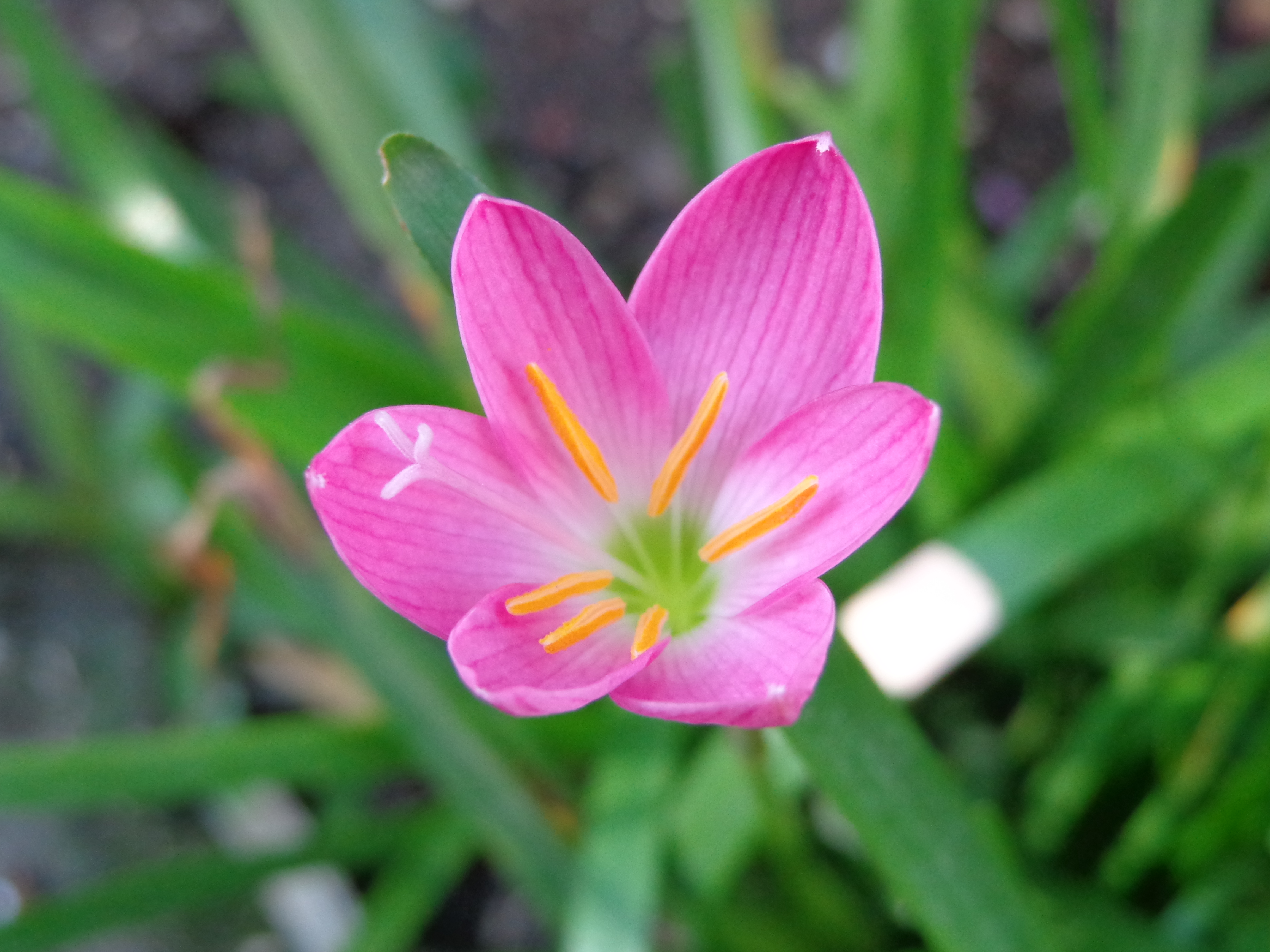
Zephyranthes rosea - Noord Sulawesi

Daarna interesseerde zij zich voor periodieke verschijnselen, waarvan vele voorbeelden bestaan in de tropen, zoals bij Zephyranthes rosea. Deze plant bloeit heel overdadig op verschillende locaties tegelijk. Het blijkt dat de temperatuur kort tussen 18 en 23°C moet liggen, en dat het geregend moet hebben. Dan gaan de knoppen groeien en zes dagen later gaan alle planten tegelijk bloeien. Later deed ze gedetailleerde onderzoek waarbij ze ontdekte dat de groei van de knoppen bij een bepaalde grootte stopte. Ze deed er verder onderzoek naar in Wageningen tijdens haar afwezigheid uit Indië in 1935-36.
In Buitenzorg deed ze onderzoek naar de invloed van de daglengte op twee rijstvarianten. In Australië onderzocht ze schimmelsoorten van het geslacht Pythium.
Terug in Nederland gaf ze vooral veel onderwijs aan studenten, en daarnaast besteedde ze enige tijd aan onderzoek naar de invloed van de omgevingsfactoren op de relatie tussen gastheer en parasiet, zoals het effect van nachtvorst en stofstormen op een schimmel van erwtplanten.
Eenmaal hoogleraar kreeg ze veel bestuurlijke taken. In haar inaugurele lezingen benadrukte ze dat plantenziekten bestreden moeten worden met chemische middelen, om ervoor te zorgen dat de toenemende bevolking te eten heeft, hoewel ze zich bewust was dat sommige middelen schadelijk zijn voor de gezondheid.
Ze voegde een nieuwe vleugel toe aan het Baarnse instituut, moderniseerde de apparatuur en liet klimaatkamers aanleggen, hetgeen moderner onderzoek mogelijk maakte. Toen de tuinman klaagde dat de tuin bij het instituut teloorging en leek te veranderen in een fabriek, reposteerde Kerling dat de kassen met hun gecontroleerde klimaat noodzakelijk waren om goed onderzoek te doen.
Kerlings collegedictaten alsmede enkele persoonlijke documenten worden bewaard in het Noord-Hollands Archief. Kerling begeleidde 13 promovendi bij hun promotieonderzoek. Kerling was een van de oprichters van de Nederlandse Kring voor Plantenvirologie.

## Eerbetoon
In Leiden werd de Louise Kerlingstraat naar haar genoemd. Volgens Jan Zadoks werd bij professor Kerling "de kiem gelegd voor de biologische bestrijding van plantenziekten in Nederland."

## Persoonlijk
Kerling was een tegenpool van Johanna Westerdijk; ze was klein en bescheiden en had de goede manieren uit het Indische Den Haag.
Louise Kerling was een dochter van Johannes Jacobus Kerling en Johanna Petronella Ebling. Haar vader was een broer van de kunstenaar Eduard Willem Frederik Kerling sr. Louise Kerling bleef ongehuwd en zorgde voor haar oude moeder, die geen prettige vrouw schijnt te zijn geweest. Meer plezier had Kerling bij haar jongere zuster, die in Londen woonde.
Het stoffelijk overschot van Louise Kerling werd gecremeerd in crematorium Ockenburg in Den Haag.